# نیووله-مونگریفون
نیووله-مونگریفون (به فرانسوی: Nivollet-Montgriffon) یک کمون در فرانسه است که در Canton of Saint-Rambert-en-Bugey واقع شده‌است.

## خصوصیات
نیووله-مونگریفون ۸٫۲۴ کیلومترمربع مساحت و ۱۳۹ نفر جمعیت دارد و ۵۹۸ متر بالاتر از سطح دریا واقع شده‌است.